# The Doldrums
The Doldrums è il secondo album in studio del musicista statunitense Ariel Pink, pubblicato nel 2000 a nome Ariel Pink's Haunted Graffiti.
Lo scrittore Simon Reynolds lo ha inserito al primo posto nella sua personale classifica dei migliori cinquanta album degli anni 2000.

## Tracce
Testi e musiche di Ariel Pink.
1. Good Kids Make Bad Grown Ups – 4:39
2. Strange Fires – 4:06
3. Among Dreams – 4:19
4. For Kate I Wait – 4:19
5. Haunted Graffiti – 3:50
6. Gray Sunset – 3:38
7. The Doldrums – 4:02
8. Envelopes Another Day – 5:08
9. The Ballad of Bobby Pyn – 10:58